# Pelobates
Genre
Synonymes
- Cultripes Müller, 1832
- Didocus Cope, 1866
- Pseudopelobates Pasteur, 1958

Pelobates est un genre d'amphibiens de la famille des Pelobatidae.

## Répartition
Les 6 espèces de ce genre se rencontrent en Europe, dans l'ouest de l'Asie et au Maroc en Afrique.

## Description
Les membres de ce genre présentent la particularité d'avoir une pupille verticale, de ne posséder des dents qu'à la mâchoire supérieure (dents vomériennes) et de pouvoir s'enterrer en creusant le sol suffisamment meuble avec leurs pattes arrière.

## Liste d'espèces
Selon Amphibian Species of the World (27 mars 2020) :
- Pelobates balcanicus Karaman, 1928
- Pelobates cultripes (Cuvier, 1829) — Pélobate cultripède ou Pélobate à couteaux
- Pelobates fuscus (Laurenti, 1768) — Pélobate brun
- Pelobates syriacus Boettger, 1889
- Pelobates varaldii Pasteur & Bons, 1959
- Pelobates vespertinus (Pallas, 1771)

## Publication originale
- Wagler, 1830 : Natürliches System der Amphibien : mit vorangehender Classification der Säugethiere und Vögel : ein Beitrag zur vergleichenden Zoologie. München p. 1-354 (texte intégral).